# K42
K42 ist ein experimenteller Kernel von IBM. Er ist quelloffen und unterliegt der LGPL. Ziel des Projektes ist es, einen Kernel zu schaffen, der zur Linux-API und -ABI kompatibel ist und sehr gut skaliert, sodass er für Computer, meist Server, mit mehreren CPUs einsetzbar ist und auch dort beste Ergebnisse erzielt.
Derzeit ist der K42 auf PowerPC lauffähig.